# Государственный музей спорта
Государственный музей спорта — федеральное государственное бюджетное учреждение, расположен в Басманном районе Центрального административного округа Москвы. Музей был основан историком Игорем Борисовым и открыт 4 июня 1987 года. Здание реконструировали при поддержке Министерства спорта России и открыли повторно 10 февраля 2010 года.С февраля 2023 года, музей имеет петербургский филиал расположенный в доме Абамелек-Лазарева.

## История

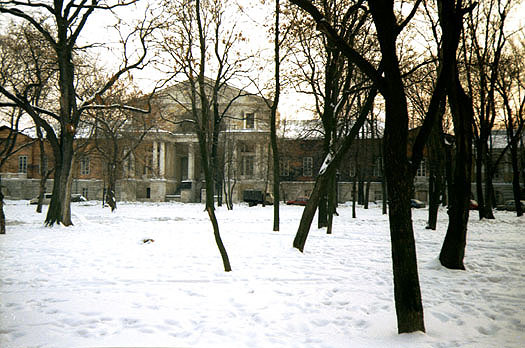
Усадьба Разумовских до пожара, 1996 год

Государственный музей спорта был основан по приказу Совета Министров № 1265р от 4 июня 1987 года. Согласно документу, главной целью музея является сохранение истории отечественного спорта. Учреждение зарезервировано в государственном реестре 16 июня 2001 года № 2051718.
История музея начинается с Института физической культуры, располагавшегося на улице Казакова. Институт был открыт 29 мая 1918 года по распоряжению Владимира Ленина. Специалисты института стали собирать различные экспонаты, имеющие отношение к истории становления советского спорта: кубки, награды и медали студентов вуза, атрибутику и инвентарь различных видов спорта, спортивную форму и обувь, памятные фотографии и документы.
В 1957 году на базе коллекции института был создан Центральный музей физической культуры и спорта, располагавшийся в помещениях стадиона имени Ленина (сейчас — «Лужники»). По решению Спортивного комитета СССР коллекции нового музея были пополнены за счёт наград, вручённых спортсменам СССР на международных соревнованиях, Олимпийских играх, чемпионатах Европы.

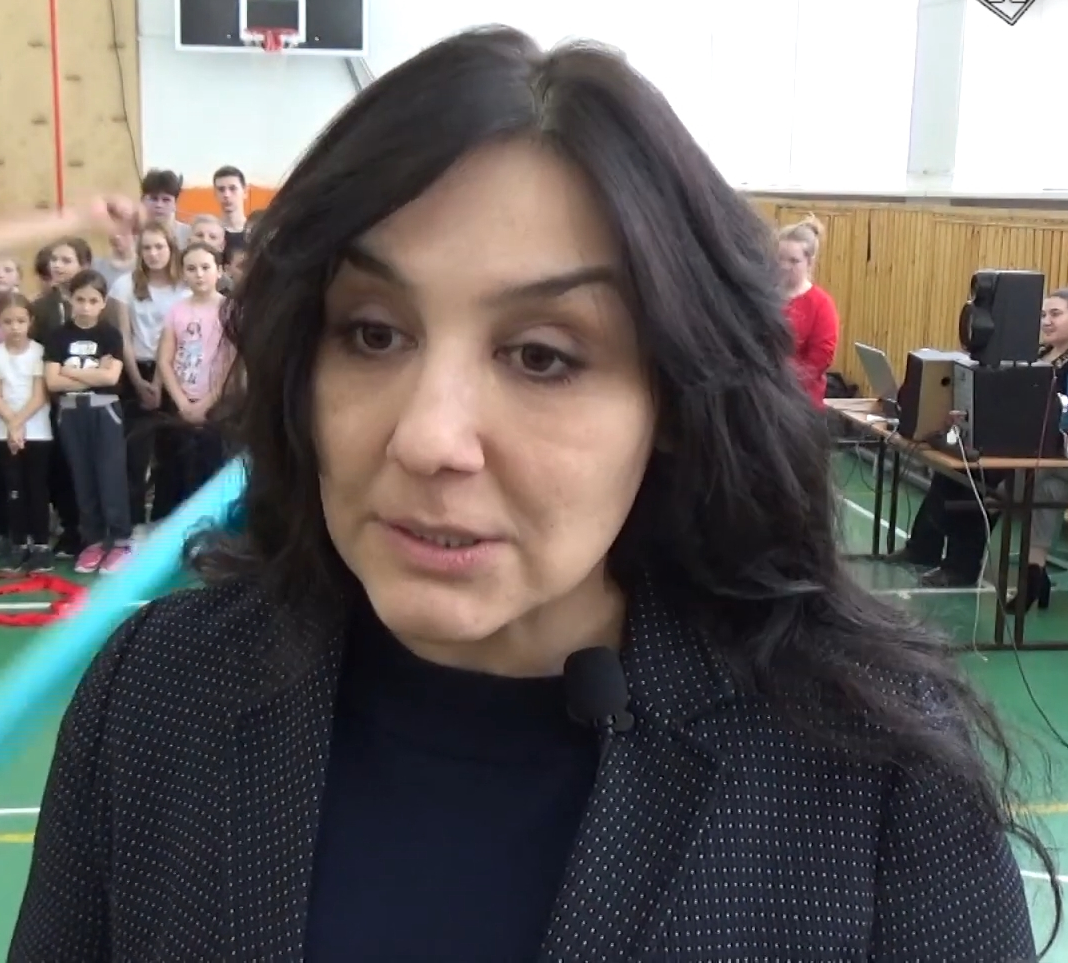
Директор музея Елена Истягина-Елисеева (февраль 2020)

В конце 1980-х Госкомспорт постановил реконструировать музей, который находился в «Лужниках» на правах аренды. В период перестройки Госкомспорт сменил своё название, статус и руководство, была нарушена связь между музеем и спортивным комитетом. В результате этого музей потерял контроль над экспонатами, хранящимися в комитете. В 2009 году директором Государственного музея спорта назначили кандидата исторических наук Елену Истягину-Елисееву. Музей расположили в усадьбе Разумовского, площади выделило Минспорта России. После пожара в 2002-м усадьба была закрыта, реставрационные работы были завершены в ноябре 2015 года.
В феврале 2017 года на церемонии открытия музея в отреставрированной усадьбе Алексея Кирилловича Разумовского выступили вице-премьер Виталий Мутко и министр спорта Павел Колобков.

## Коллекция музея

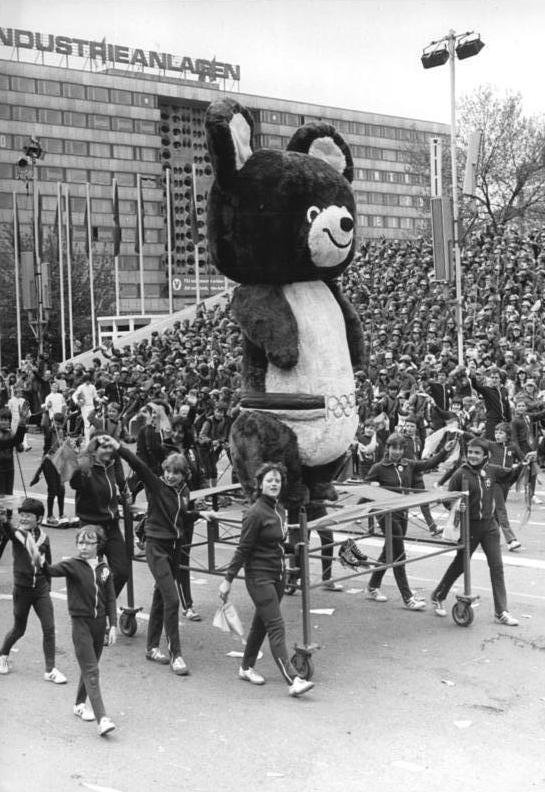
Символ московской Олимпиады 1980 года

Фонд Музея спорта насчитывает более 80 тысяч экспонатов, отражающих достижения советских и российских спортсменов. В музее можно увидеть медали гимнасток Ольги Корбут и Ольги Капрановой, хоккеиста Александра Рагулина, шорт-трекиста Семёна Елистратова, «Золотой мяч» футболиста Льва Яшина, наградные пояса борца Ивана Ярыгина и другие награды. По данным Министерства спорта России, Государственный музей спорта занимает первое место по количеству экспонатов на квадратный метр среди спортивных музеев мира. В его залах находятся экспонаты, которые не имеют аналогов.
Еженедельно в музее проходят экскурсии, однако попасть в него можно только по предварительной записи. Несмотря на организационные трудности, коллекции и фонды музея постоянно пополняются. Например, в 2001 году Центральный музей альпинизма передал на постоянное хранение экспонаты. Так, за период с 1987 по 2003 год было собрано более 150 тысяч экспонатов.

### Примеры экспонатов

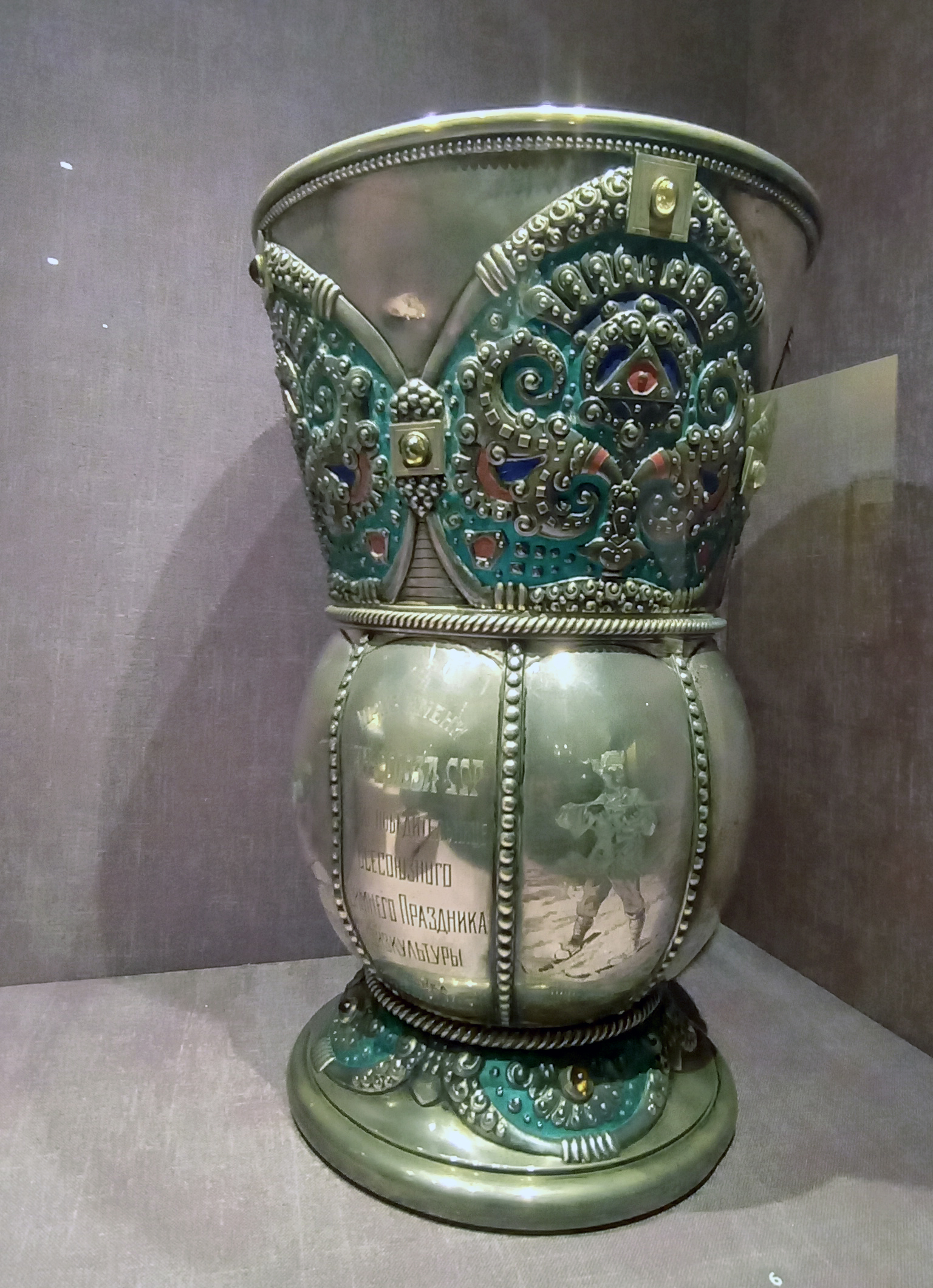
Ваза работы фирмы Фаберже, приспособленная под спортивный трофей. Из коллекции музея

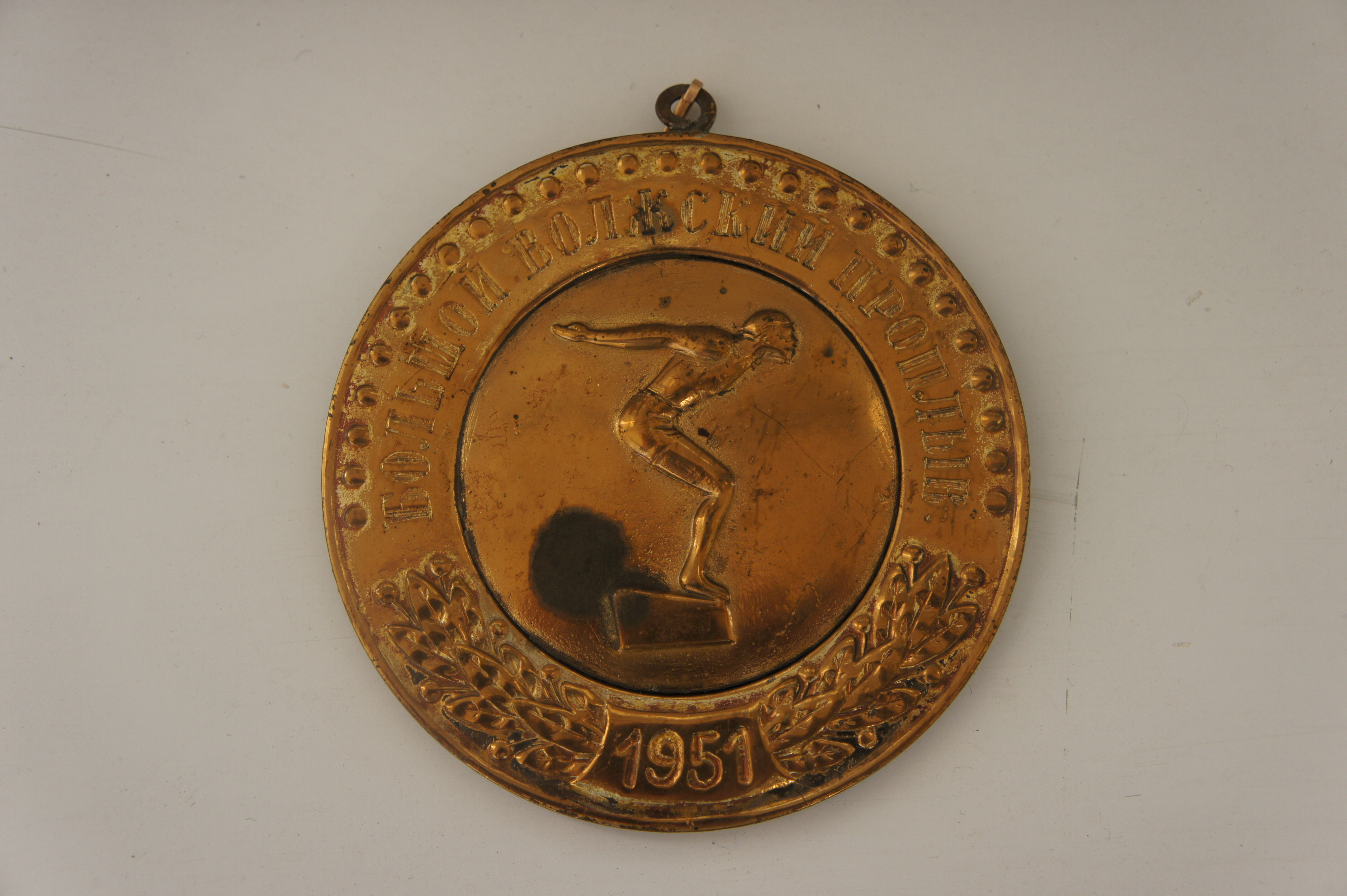
Медаль победителя «Большого Волжского проплыва» на 100 км 1951 года (лицевая сторона), 2010 год

- Фотография Клавдии Маючан 1940-х годов — первой чемпионки по многоборью ГТО.
- Переходящий приз 1955 года Московского добровольного спортивного общества «Буревестник» — закрытие сезона по лёгкой атлетике среди вузов.
- Легкоатлетические туфли М. В. Голубициной 1952 года — серебряного призёра летней XV олимпиады[22].
- Скульптура «Гимнастка» — переходящий приз Спорткомитета СССР для институтов физической культуры по гимнастике. Награда выполнена в 1950 году скульптором О. П. Таёжной, членом Союза художников.
- Фотография Натальи Ломакиной 1933 года - одной из сильнейших гимнасток Москвы[23].
- Скульптура «Баскетболисты» 1959 года — приз Турецкой федерации баскетбола на первенстве Европы среди мужских команд.
- Теннисные ракетки выпускниц ГЦОЛИФК — Н. Ф. Розановой (1935 года выпуска) и Н. И. Мартьяновой (1934 года)[24].
- Хоккейные коньки В. П. Савина — доктора педагогических наук, профессора кафедры ТиМ хоккея[25].
- Скульптура «Боксёр» — приз за победу в международных соревнованиях по боксу. Румынский приз 1940–1950-х годов, выполнен из бронзы и дерева.
- Кожаная боксёрская груша 1940–1950-х.
- Боксёрские перчатки олимпийского чемпиона 1964 года в Токио Валерия Попенченко. Сделаны из кожи и конского волоса в 1960-х[26].
- Боксёрские перчатки Константина Градополова — первого чемпиона СССР по боксу в среднем весе 1926 года.
- Медаль К. В. Градополова в честь 50-летия первого чемпионата страны по боксу, 1976 год.
- Кубок Алексея Катулина за первое место на международных соревнования по борьбе в Осло, 1935 год.
- Фотография первого выпуска военного факультета ЦКОЛИФК, 1934 год[27].
- Медаль наградная за победу на играх XV Олимпиады 1952 года в Хельсинки[28].
- Фотография Е. С. Второвой — 20-кратной чемпионки СССР по спортивному и марафонскому плаванию и её медаль 1951 года за «Большой волжский проплыв»[29].
- Лыжные палки, выполнены из металла, бамбука и кожи, которые выпускались до 1970-х годов[30].
- Фарфоровый Талисман XXII Олимпиады 1980 года.
- Гипсовые настенные панно: Спартакиада народов СССР 1983 года и город Хельсинки 1952 года[31].

### Экспозиции
Постоянные

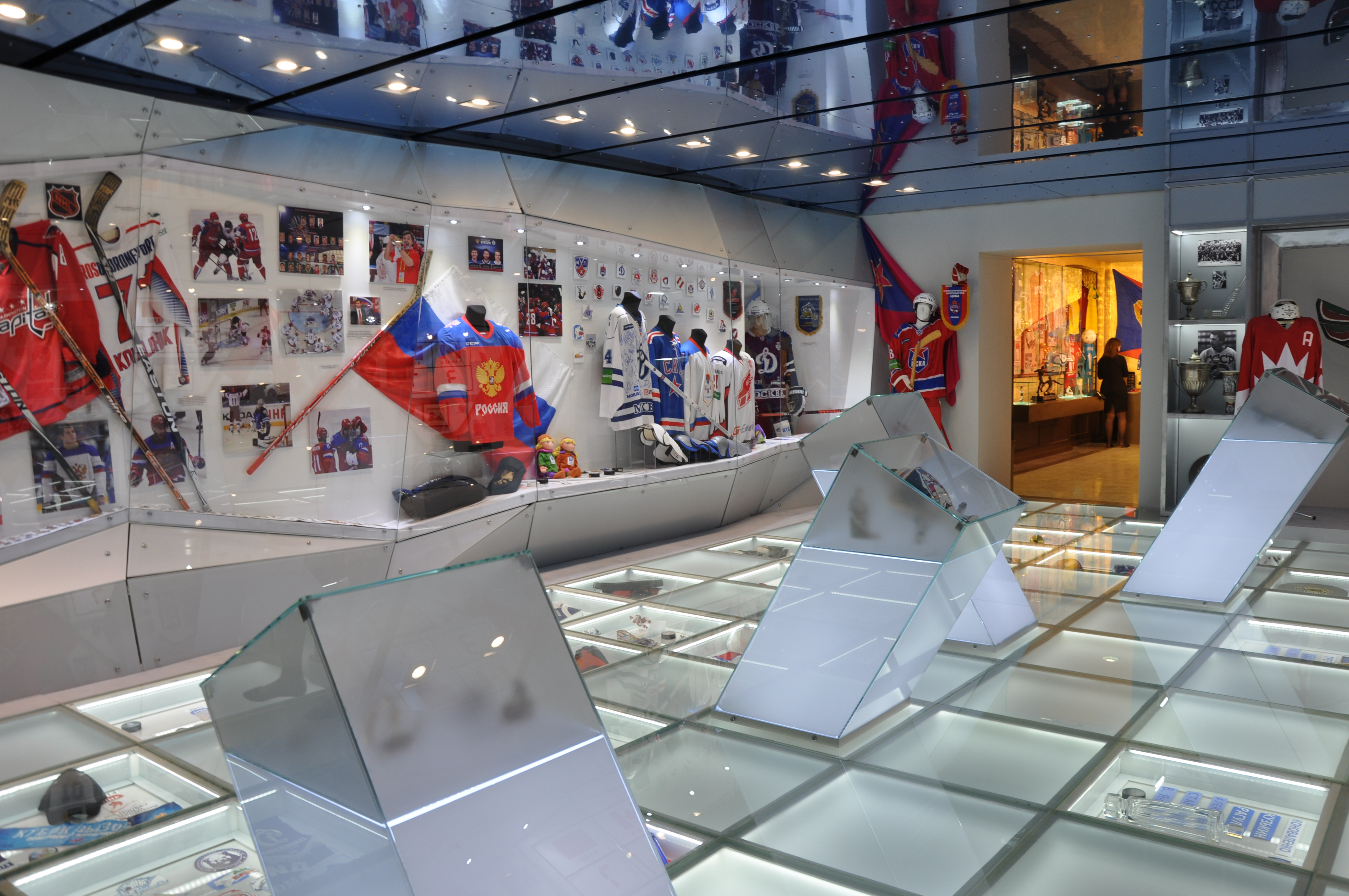
Зал хоккея Государственного музея спорта, 2017

СССР на международной спортивной арене — постоянная и наиболее крупная выставка музея. Состоит из отделов, которые представляют развитие российского спорта до распада СССР.
Зарождение советского спорта — экспонаты периода СССР во время Олимпиад. На ней можно увидеть фото и документы, личные вещи спортсменов, первых чемпионов олимпиады.
Спортивный комплекс ГТО — рассказывается о специальной программе физического воспитания молодёжи «Готов к труду и обороне», о добровольных спортивных обществах и клубах, о нормах ГТО в школьной программе.
Зал героев-спортсменов Великой Отечественной войны — биографии спортсменов, которые во время войны совершали героические поступки и были награждены званием «Герой Советского Союза».
Штурм крыши мира — в экспозиции представлено различное обмундирование и снаряжение для работы в горах, которым пользовались советские альпинисты. Также рассказывается о подвигах альпинистов и горных стрелков, которые во время войны освобождали Кавказ.
Зал спортивной славы — представлены костюмы, в которых выступали российские олимпийцы, медали, кубки из разных соревнований.
Олимпиада-80 — в этот период было выпущено много сувенирной продукции, значков и вымпелов, которые увозили зрители игр и гости столицы. Образцы этих сувениров хранятся в музее спорта, макет квадриги и факел для олимпийского огня, которые использовались на церемонии в день открытия московской Олимпиады.
Зимние виды спорта — коллекция экспонатов, которые относятся к этим видам.
Дореволюционный спорт в России — экспонируются тренажёры для гребли, защита для фехтовальщиков, велосипед пенни-фартинг и другое.
Великие боксёры — выставка была приурочена к празднованию 100-летия со дня рождения Владимира Конькова. Помимо жизненного и спортивного пути этого и других спортсменов в экспозиции освещены ключевые этапы развития бокса в России, эволюция боксерского инвентаря: перчатки, одежда или медали.
Больше, чем спорт — связь спорта с политикой, идеологией, культурой с конца XIX века до наших дней.
Золото наших побед — демонстрация достижений советских и российских атлетов на Олимпийских играх с 1952 года до настоящего времени. Часть выставки посвящена истории олимпийского комплекса «Лужники», который в 2016 году отметил 60-летие.
Победы отечественного спорта — выставка наград в мировых соревнованиях была изначально представлена в 2012 году на станции метро «Воробьёвы горы» в специальных витринах.
Выездные
С 2010 года музей организовал более 400 выездных выставок, количество посетителей которых насчитывало до 50 тысяч человек. Экспонаты были показаны в Казани, Саранске, Красноярске, Ачинске, Ростове-на-Дону, Сочи. Постоянные экспозиции музея были представлены в главном доме Международной федерации объединённых стилей борьбы (FILA) в Швейцарии, а также в центре спортивной подготовки «ЮГ-СПОРТ».
В 2014 году Государственный музей спорта стал партнёром заключительной 12-й экспозиции Дарвиновского музея «Талисманы Олимпийских игр», где были представлены 29 талисманов.
Примеры выездных выставок:
- «Олимпийские виды спорта», 2010—2013 годы, Сочи
- «У истоков Российского спорта. Русские богатыри», 2011, Красноярский край
- «Дореволюционный спорт в России», 2011, Ростов-на-Дону
- «У истоков российского спорта», 2011, Москва
- «Эволюция олимпийской экипировки», 2011, Москва
- «Год русской борьбы в ФИЛА», 2011, Швейцария, город Веве
- «Спорт в искусстве», 2011, Саранск[1]
- «Легендарный футбол», 2011, Москва[40].
- «Российский футбол сквозь время в плакатах и документах», 2012, Польша, город Варшава[1]

## Деятельность
Музей занимается поисковой и научно-исследовательской работой, позволяющей восстановить историю российского и мирового спорта, показать публике предметы и артефакты. Сотрудники музея в рамках исследовательской работы участвуют в таких мероприятиях, как ежегодный Всероссийский форум «Молодёжная политика: история, теория, практика», научно-практическая конференция «Актуальные проблемы истории физической культуры, спорта и олимпийского движения» и других. В августе 2017 года сотрудники музея участвовали в заседании Комиссии общественной палаты России на тему «Традиционные ценности спорта в XXI веке: как сохранить и приумножить». По итогам мероприятия Минкульту и Минспорту были переданы нормативы, определяющие правовые, организационные и финансово-экономические основы для формирования единого фонда спортивно-исторического наследия страны.
В декабре 2013 года в Государственном музее спорта прошла презентация кубка Всесоюзного праздника физкультуры инкрустированного драгоценными камнями работы Карла Фаберже. Также на мероприятии были представлены другие наградные кубки, обнаруженные в музейных фондах.

### Проекты
В 2017 году в честь Кубка конфедераций был разработан проект, посвящённый истории российского футбола от первых футбольных обществ имперского периода до настоящего времени. Во время проведения Кубка Государственный музей спорта посетили болельщики и делегации стран-участниц чемпионата: Чили, Португалии, Германии, Мексики, Финляндии, Аргентины, Китая и Монголии.
В этом же году в рамках музейного проекта «Экскурсия со спортсменом» был организован ряд встреч со спортсменами: шпажисткой Виолеттой Колобовой, экскурсию для посетителей проводила гимнастика Светлана Хоркина, лекции читали Светлана Журова, Ольга Капранова, Наталья Ищенко, Светлана Ромашина, Александр Зубов, Софья Великая, Светлана Ишмуратова.
Государственный музей спорта принимает участие в акции «Ночь музеев», в мае 2017-го в программе был концерт Государственного академического русского хора имени Александра Свешникова. Также в формате урока-экскурсии для учеников младших классов проводится квест-игра «Золотой знак ГТО».
Государственный музей спорта к 2018 году готовит специальную программу, приуроченную к Чемпионату мира по футболу. Также планируется увеличить количество экспонатов на тему футбола: разместить в зале архивные документы, программы и фотографии с матчей начала XX века, представить оригиналы и точные копии футбольной экипировки времён Советского Союза, показать большой комплект экипировки и собственных вещей игроков российской футбольной премьер-лиги.